# Gaudenzio Trentini
Gaudenzio Trentini (Argenta, 9 gennaio 1937) è un ex calciatore italiano, di ruolo difensore.

## Caratteristiche tecniche
Giocò nel ruolo di terzino destro.

## Carriera
Giocò in Serie A con la SPAL.